# Corsica (chanson de Mireille Mathieu)
Singles de Mireille Mathieu
Le casse
(1972) En frappant dans nos mains
(1972)
Pistes de Mireille Mathieu
Le chemin du ciel Une passerelle
 Corsica est une chanson française interprétée par la chanteuse française Mireille Mathieu et sorti en 1972. Cette chanson a une version allemande qui s’appelle Korsika.